# Lípa srdčitá (Dolní Vítkov)
Lípa srdčitá je památný strom rostoucí na severu České republiky, v Libereckém kraji, na území Dolního Vítkova, jenž je součástí Chrastavy.

## Poloha a historie
Strom roste v loukách východně od vesnice při křižovatce dvou místních účelových komunikací u někdejšího areálu zdejšího zemědělského družstva. Severovýchodně odtud se nachází Pšeničkův kopec (458 m n. m.). Kolem stromu vede žlutě značená turistická trasa. Ve vzdálenosti dvou metrů od stromu se nachází pomníček doplněný sochou a křížem. O prohlášení stromu za památný rozhodl dne 25. července 2011 městský úřad v Chrastavě, který vydal rozhodnutí, v němž strom označil za výraznou krajinnou dominantu mající vysokou estetickou hodnotu. Zmíněný dokument nabyl své právní moci 16. září 2011.

## Popis
Strom lípy srdčité, někdy zvané též malolisté, (Tilia cordata) dosahuje 14,4 metru a obvod jeho kmene činí 262 centimetrů. Z kmene, jenž dosahuje výše asi 2,5 metru, roste mnoho kosterních větví, které následně tvoří rozložitou korunu oválného tvaru. Kolem stromu bylo vyhlášeno ochranné pásmo odpovídající zákonnému předpisu.